# ورزشگاه صباح السالم
 ورزشگاه صباح السالم  (به عربی:ستاد صباح السالم) ورزشگاه فوتبال در شهر کویت در کشور کویت است.
این ورزشگاه در تاریخ ۵ ژانویه سال ۱۹۷۹ افتتاح شده است و گنجایش ۲۸٬۰۰۰ تماشاگر را دارد.